# Химич Віталій Іванович
Віта́лій Іва́нович Хи́мич (3 червня 1981 — 17 лютого 2015) — сержант Збройних сил України, учасник російсько-української війни.

## Життєвий шлях
2000 року закінчив Ладижинський коледж ВНАУ. Одружився, проживав з родиною в Ладижині.
В часі війни — старший розвідник, 128-а окрема гірсько-піхотна бригада.
17 лютого 2015-го зник безвісти, потрапивши у засідку уночі в районі приватного сектору — біля міської лікарні під час відходу із Дебальцевого — поспішали забрати пораненого побратима. Двох розвідників хвилею від вибуху відкинуло, через якийсь час вояки за ними повернулися, проте Євгена Герасевича та Віталія Химича не знайшли.
Упізнаний серед загиблих. Без Віталія лишилися батьки, дружина Лілія, двоє дітей — син 2003 р.н. та донька 2010 р.н.
8 березня 2015-го похований в місті Ладижин.

## Нагороди
За особисту мужність і героїзм, виявлені у захисті державного суверенітету та територіальної цілісності України, вірність військовій присязі під час російсько-української війни, відзначений — нагороджений
- орденом «За мужність» III ступеня (посмертно)